# I Am Groot
I Am Groot (prt/bra: Eu Sou Groot) é uma série de animação estadunidense criada por Kirsten Lepore para o serviço de streaming Disney+, baseada no personagem Groot, da Marvel Comics. Apresenta personagens do Universo Cinematográfico Marvel (UCM), seguindo Bebê Groot em várias aventuras que o colocam em apuros entre os eventos de Guardiões da Galáxia (2014) e uma das cenas cenas meio-créditos de  Guardiões da Galáxia Vol. 2 (2017) . A série é produzida pela Marvel Studios, com Lepore atuando como roteirista principal e diretora.
Vin Diesel reprisa seu papel como a voz de Bebê Groot dos filmes do UCM, com Bradley Cooper também estrelando. I Am Groot foi anunciada em dezembro de 2020, e a Luma Pictures começou a trabalhar na animação fotorrealística da série em agosto de 2021. O envolvimento de Lepore foi revelado em novembro.
I Am Groot estreou no Disney+ em 10 de agosto de 2022, como parte da Fase Quatro do MCU. Outros cinco curtas estão em desenvolvimento.

## Premissa
Cada curta mostra o Bebê Groot enquanto ele cresce na galáxia, participando de aventuras com personagens novos e incomuns que o colocam em apuros.

## Elenco
- Vin Diesel como Bebê Groot:
Um membro dos Guardiões da Galáxia que é um humanoide semelhante a uma árvore.[1][3] O produtor executivo Brad Winderbaum chamou Bebê Groot de "imperfeito" que "nem sempre faz as escolhas certas, mas aprende com seus erros", acrescentando que foi "divertido vê-lo falhar, e é ainda mais divertido vê-lo ter sucesso".[4]:1
- Bradley Cooper como Rocket:
Um membro dos Guardiões que é um caçador de recompensas guaxinim geneticamente modificado e um mestre em armas e táticas militares.[5]

Além disso, James Gunn faz uma participação de voz como Relógio de Pulso, e Trevor Devall dubla Iwua, um alienígena metamorfo que personifica Groot.

## Episódios
| N.º | Título                                                    | Dirigido por   | Escrito por    | Exibição original    |
| --- | --------------------------------------------------------- | -------------- | -------------- | -------------------- |
| 1 | "Groot's First Steps" "Os Primeiros Passos de Groot (BR)" | Kirsten Lepore | Kirsten Lepore | 10 de agosto de 2022 |
| O Baby Groot nota uma rachadura em seu vaso, fazendo com que os robôs o substituam por um bonsai. Groot tenta se livrar da planta até que eles caem no chão, quebrando o vaso de ambos e Groot lutando para dar seus primeiros passos. |                                                           |                |                |                      |
| 2 | "The Little Guy" "O Carinha (BR)"                         | Kirsten Lepore | Kirsten Lepore | 10 de agosto de 2022 |
| Após surtar de raiva por pássaros alienígenas destruindo sua torre feita de galhos, Baby Groot encontra pequenos alienígenas sob uma rocha e brinca com eles, que pensam em ser um ataque e reagem contra Baby Groot. Assustado, ele solta uma folha, fornecendo alimento para os pequenos alienígenas. Groot encontra um arbusto para dar mais folhas e acidentalmente pisa neles ao retornar.            |                                                           |                |                |                      |
| 3 | "Groot's Pursuit" "A Busca de Groot (BR)"                 | Kirsten Lepore | Kirsten Lepore | 10 de agosto de 2022 |
| Acordando no meio de seu sono no Quadrante Eclector, Baby Groot encontra um frasco quebrado e rastreia o líquido cor de bolha ao redor da nave. Mais tarde, ele encontra Iwua, um alienígena que muda de forma que se passa por ele. Os dois começam a dançar, com o alienígena ensinando-o alguns passos, até Groot ejetar Iwua para fora da nave através da câmara de ar.                                |                                                           |                |                |                      |
| 4 | "Groot Takes a Bath" "Groot Toma Banho (BR)"              | Kirsten Lepore | Kirsten Lepore | 10 de agosto de 2022 |
| O Baby Groot encontra uma piscina de lama e resolve tomar um banho. Mais tarde, ele encontra folhas crescendo ao seu redor devido à lama e as apara em diferentes estilos, resultando em uma criatura alienígena irritada com o barulho. Groot eventualmente esvazia a piscina de lama enquanto as suas folhas vão caindo. Enquanto o alienígena ri dele, Groot corta sua pelagem para usar como cachecol. |                                                           |                |                |                      |
| 5 | "Magnum Opus" "Obra Prima (BR)"                           | Kirsten Lepore | Kirsten Lepore | 10 de agosto de 2022 |
| Dentro do Quadrante Eclector, Baby Groot reúne vários itens para desenhar os Guardiões da Galáxia, depois causando uma explosão dentro de uma das salas da nave. Rocket encontra Baby Groot tentando consertar um buraco e recebe o desenho. Outra explosão faz com que Rocket seja quase sugado para fora da nave, sendo salvo Baby Groot.                                                                |                                                           |                |                |                      |

## Produção

### Desenvolvimento
Em dezembro de 2020, o presidente da Marvel Studios, Kevin Feige, anunciou I Am Groot, uma série de curtas estrelados por Baby Groot. Em abril de 2021, James Gunn, o roteirista e diretor dos filmes dos Guardiões da Galáxia, confirmou que a série seria animada. Kirsten Lepore foi anunciada como diretora dos curtas durante o Disney+ Day em novembro de 2021, quando Ryan Little foi revelado como roteirista da série depois de também escrever para a série What If...?; ele é o criador da série e roteirista principal. I Am Groot consiste em cinco curtas, com produção de cinco curtas adicionais em andamento até julho de 2022. Os curtas são produzidos por Feige, Louis D'Esposito, Victoria Alonso e Brad Winderbaum, além de Gunn e Lepore.

### Roteiro
Lepore e Little escreveram os curtas. Em junho, Vin Diesel, que dublou Groot no UCM, disse que Feige estava animado com uma história planejada para Groot voltar para sua casa, o Planeta X. Gunn disse que a série não estava necessariamente ligada à continuidade dos filmes dos Guardiões da Galáxia ou do UCM, e eram "canônicas para si mesmas", que Joshua Meyer, do /Film, comparou aos curtas-documentários Team Thor como um "pouco engraçado de apócrifos que não é essencial para a continuidade do UCM". Lepore, que se inspirou em seu filho, disse que a série usa elementos de ficção científica para explorar os momentos regulares da infância de Groot.

### Elenco
Vin Diesel foi confirmado para reprisar seu papel como a voz de Baby Groot em junho de 2022. No mês seguinte, foi revelado que Bradley Cooper estava reprisando seu papel como a voz de Rocket.

### Animação
A série contará com um estilo de animação fotorrealista e teve sua produção iniciada em agosto de 2021.

## Marketing
Breves vídeos da série foram exibidos durante a reunião anual de acionistas da Disney em março de 2022 em uma compilação de destaques de conteúdo. O primeiro pôster da série, anunciando sua data de lançamento, foi revelado em 5 de junho, o que fez a série "imediatamente [começar] a ser uma tendência online". De acordo com o gráfico Trending TV da Variety, acumulou 231.000 engajamentos de usuários, que medem a combinação de tweets, retuítes, curtidas e hashtags, o segundo maior para a semana de 30 de maio a 5 de junho, atrás da série Stranger Things. A Marvel Studios fez parceria com a Wonderful Pistachios e a Framestore para uma campanha de marketing "Groot Gets Crackin'", apresentando Groot em anúncios de televisão, postagens de mídia digital e social e embalagens de edição limitada para seus pistaches, assim como exibições nas lojas até 31 de agosto. Um comercial de televisão de 15 segundos foi lançado em 6 de junho, como parte da campanha. Ingressos para assistir Marvel's Avengers S.T.A.T.I.O.N. em Las Vegas também foram distribuídos aleatoriamente aos clientes que compraram seus pistaches como parte da campanha.
O curta "Magnum Opus" estreou no El Capitan Theatre, aparecendo antes de exibições selecionadas do filme Thor: Love and Thunder (2022), de 18 a 24 de julho. O curta "Groot Takes a Bath" foi exibido durante o painel de animação da Marvel Studios na San Diego Comic-Con em 22 de julho, onde Lepore discutiu a série e um trailer de todos os curtas também foi lançado.

## Lançamento
I Am Groot foi lançado no Disney+ em 10 de agosto de 2022. Faz parte da Fase Quatro do MCU.